# 花咲慎一郎シリーズ
『花咲慎一郎シリーズ』（はなさきしんいちろうシリーズ）は、柴田よしきの推理小説のシリーズ。
シリーズ第3作『シーセッド・ヒーセッド』が2006年に日本テレビ「DRAMA COMPLEX」枠で高橋克典主演により『保育士探偵危機100発!』のタイトルでテレビドラマ化された。
また、2015年1月期からテレビ東京「金曜8時のドラマ」枠で『保育探偵25時〜花咲慎一郎は眠れない!!〜』（ほいくたんていにじゅうごじ はなさきしんいちろうはねむれない）のタイトルで連続テレビドラマ化された。主演は山口智充。

## あらすじ
にこにこ保育園は新宿二丁目にある、訳ありの保護者の児童を預かる24時間営業の認可外保育施設。その園長の花咲慎一郎は、慢性的な保育園の赤字を補填するために、副業として探偵業を営んでいる。しかも保育園の敷地の買い取りのために、暴力団幹部の山内から多額の借金を背負わされ、その返済のためにさらなるハイリスクな事件の依頼を請け負う羽目になっている。そんな花咲が次に挑む難事件とは…。

## 登場人物
花咲慎一郎（はなさき しんいちろう）
にこにこ保育園の園長かつ探偵。元刑事。
山内練（やまうち れん）
指定暴力団幹部。イースト興業社長。
城島耕助（じょうじま こうすけ）
城島探偵事務所所長。
佐々里理紗（ささり りさ）
レストラン「カンパニュール」のオーナーシェフ。慎一郎の恋人。
早乙女麦子（さおとめ むぎこ）
弁護士。慎一郎の元妻。
掛橋小夜子（かけはし さよこ）
にこにこ保育園のベテラン保育士。
野添奈美（のぞえ なみ）
西新宿の診療所の医師。
大原南（おおはら みなみ）
にこにこ保育園の保育士。
長谷川環（はせがわ たまき）
山内の秘書。性別適合手術で女になった経歴の持ち主。

## シリーズ一覧
- フォー・ディア・ライフ（1998年4月 講談社 / 2001年10月 講談社文庫）
- フォー・ユア・プレジャー（2000年8月 講談社 / 2003年8月 講談社文庫）
- シーセッド・ヒーセッド（2005年4月 実業之日本社 / 2008年7月 講談社文庫）
- ア・ソング・フォー・ユー（2007年9月 実業之日本社 / 2014年12月 講談社文庫）
- ドント・ストップ・ザ・ダンス（2009年7月 実業之日本社）

## テレビドラマ
2015年1月16日から3月13日まで毎週金曜日19:58 - 20:54に、テレビ東京系の「金曜8時のドラマ」枠で放送された。

### キャスト

#### 主人公
- 花咲 慎一郎（はなさき しんいちろう） - 山口智充[2]

#### 主要人物
- 佐々里 理紗（ささり りさ） - 黒谷友香[3]
- 山内 練（やまうち れん） - 中村俊介[4]（友情出演）
- 鴨瀬 仁志（かもせ ひとし） - 真剣佑[5]
- 城島 耕助（じょうじま こうすけ） - 鹿賀丈史

#### ニコニコ園
- 大原 南（おおはら みなみ） - 福本愛菜[6]
- 掛橋 小夜子（かけはし さよこ） - 藤吉久美子
- 木津 鈴奈（きづ すずな） - 簑島宏美
- 久多 敏江 - 尾畑美依奈

#### 園児
- 清水 優斗 - 髙橋來
- ミミ - 川北のん
- ケイジ - 矢村央希
- 畠山 カナ - 後藤由依良
- 朝日 ユキヤ -齋藤絢永
- ヤヨイ - 森やよい
- トモカ - 川北れん

#### 花咲の関係者
- 早乙女 麦子（さおとめ むぎこ） - 富田靖子
- 野添 奈美（のぞえ なみ） - 白石美帆
- 長谷川 環（はせがわ たまき） - ちすん
- 脇坂 正平（わきさか しょうへい） - 古原靖久
- 郷田 悠一 - 菊田大輔
- 別府 泉 - 松永渚

#### ゲスト
キャスト名横の表記は出演回。
第1話
- 栗田 詩乃子（絵本作家・仁志の文通友達） - 未唯mie
- 高梨 敬太郎（みゆきの父） - 川平慈英
- 鴨瀬 由比子（仁志の義姉） - 三倉茉奈
- 百々井 令也（百々井組組長） - 升毅（第3話・9話）
- 角田 卓（美山組構成員） - 國本鐘建
- 弓削 克治（仁志の友達） - 加藤諒
- 畠山 ひとみ（カナの母） - 松野井雅（第2・5話・9話）
- 奥田 空（好実の連れ子） -横山歩（第4話）
- 高梨 みゆき - 諏訪翔音

第2話
- 清水 マミ（優斗の義母・元キャバクラ嬢） - 前田亜季（第4話）
- 清水 京一（優斗の父・花屋店主） - 迫田孝也
- 今井 慶子（百々井の愛人） - 国生さゆり
- 今日香（赤ちゃんの母・大野家の隣人） - ハマカワフミエ（第3話）
- 大野 ヨーコ（靖子の娘） - 桜田ひより（第3話）

第3話
- 甲斐 加奈子（詐欺被害者） - 安藤玉恵（第6話）
- 朝日 由美子（ユキヤの母・美容師見習い） - 佐津川愛美
- 大野 靖子（ネグレクト加害者） - 町田マリー
- 元木 茂徳（百々井組構成員・詐欺事件被疑者） - 尾関伸嗣
- 籾山（司法浪人生） - 尾方宣久

第4話
- 奥田 好実（空の実母） - 西尾まり
- 奥田 健太郎（創太の実父） - 中村靖日
- 星野 清三（奥田兄弟の知合い・ホームレス） - ミッキー・カーチス
- 奥田 創太（健太郎の連れ子・空の義兄） - 佐藤瑠生亮
- 大野（平塚電気工業社長） - モロ師岡

第5話
- 菅野 美夏（マリアの母） - 黒川芽以
- 菅野 マリア（山内の娘） - 矢崎由紗
- 千塚（春日組構成員） - 阪田マサノブ
- ウェイトレス - fumika
- 浜野 ルカ（美夏の友達） - 大平夏実
- メグミ - 岩崎未来
- クラブのボーイ - 柄本時生

第6話
- 早川 将志（コテツの父） - 田中要次
- 大月 晴美（コテツの母） - 野々すみ花
- 大月 コテツ - 五十嵐陽向
- 大和 毅（警視庁刑事） - 湯江健幸（第7話・9話）
- 遠藤 文夫（百井組・組員） - 近江谷太朗

第7話
- エミコ・バービナー（ブロードウェイの振付師） - 加賀まりこ
- 水川 梢（彩音の母） - 能世あんな
- 留置所の看守 - ベンガル
- 水川 彩音 - 篠川桃音
- エミコ・バービナーの付き人 - 手塚真生

第8話
- 飯田 憲一（ノリコの父） - 林泰文
- 飯田 夏子（ノリコの母） - 馬渕英俚可
- 飯田 ノリコ - 香音
- 川口 恵司 - （南と鈴奈の合コン相手） - 渋谷謙人
- みっちゃん - 美保純

最終話
- 政池 光司（東京都福祉保健局職員） - 佐藤隆太
- 名波 さくら（祐一の母） - 小松彩夏
- 名波 祐一 - 大河原爽介
- 医者 - 蛭子能収

### スタッフ
- 原作 - 柴田よしき『花咲慎一郎』シリーズ（講談社文庫刊）
- 脚本 - 土田英生
- 音楽 - 兼松衆
- 監督 - 日比野朗、国本雅広
- 主題歌 - fumika「ドアの向こうへ」（よしもとアール・アンド・シー / Island Roots）[9]
- 劇中歌 - 山口智充「地球は僕らのエネルギー」
- 脚本協力 - 横山拓也
- タイトルロゴ - 堀内肇
- CG - 岡野正広
- 保育園指導 - 吉延舞
- 医療指導 - 中澤暁雄
- アクションコーディネイト - 高橋伸稔
- ガンエフェクト - 柿添清
- フードコーディネイト - 高橋ゆうみ
- 協力 - フォーチュン、ビーグル、KHKアート、NSL、コンガス、Kカンパニー、バウムレーベン、国際放映、キッズパラダイス・新宿、新宿たいよう保育園、一般社団法人新宿観光振興協会、ロケーションジャパン編集部
- チーフプロデューサー - 岡部紳二
- プロデューサー - 阿部真士、高橋史典
- 製作 - テレビ東京、ケイファクトリー

### 放送日程
| 各話                                                      | 放送日  | サブタイトル | 演出     | 視聴率 |
| --------------------------------------------------------- | ------- | --- | -------- | ------ |
| 第1話                                                     | 1月16日 | 柴田よしき人気小説ドラマ化! 舞台は新宿24時間営業の保育園が立ち退きで大ピンチ!? 元刑事のワケあり園長が子供の笑顔を守る | 日比野朗 | 4.8%   |
| 第2話                                                     | 1月23日 | 園長は探偵! モンスターママと息子の涙の真相!                                                                           | 日比野朗 | 3.8%   |
| 第3話                                                     | 1月30日 | 10歳の母性本能… 赤ちゃんの笑顔を守る謎の美少女 怪力園長が大号泣!!                                                     | 日比野朗 |        |
| 第4話                                                     | 2月06日 | 子の心親知らず? 離婚問題で揺れる家族… 幼き兄弟が流した涙の真相は                                                      | 国本雅広 |        |
| 第5話                                                     | 2月13日 | 奇跡のバレンタイン! 母との約束を信じて待つ娘…裏切りと涙の再会!                                                        | 国本雅広 |        |
| 第6話                                                     | 2月20日 | パパに会いたい! 子供からの探偵依頼!? ダメ親父と涙の再会（秘）大作戦!                                                  | 日比野朗 |        |
| 第7話                                                     | 2月27日 | 夢追い娘を捨てた母…25年後因縁再会と涙の真相                                                                           | 坂本栄隆 |        |
| 第8話                                                     | 3月06日 | 死んだ夫の浮気調査!? 消えた結婚指輪の謎…妻と娘へ涙のメッセージ!                                                       | 国本雅広 |        |
| 最終話                                                    | 3月13日 | 最強の敵登場で閉園ピンチ 母が叫ぶ愛と涙の抗議 子供の笑顔を守れ!                                                       | 国本雅広 | 2.8%   |
| 平均視聴率 3.5%（視聴率は関東地区、ビデオリサーチ社調べ） |         | |          |        |

| テレビ東京系 金曜8時のドラマ                                                                         | テレビ東京系 金曜8時のドラマ                                                 | テレビ東京系 金曜8時のドラマ                                                                                           |
| 前番組                                                                                               | 番組名                                                                       | 次番組 |
| --- | ---------------------------------------------------------------------------- | --- |
| 新・刑事吉永誠一 （2014.10.17 - 2014.12.12）                                                         | 保育探偵25時 〜花咲慎一郎は眠れない!!〜 （2015.1.16 - 2015.3.13）            | 三匹のおっさん2 〜正義の味方、ふたたび!!〜 （2015.4.10 - 2015.6.12）                                                   |
| テレビ東京 ランチチャンネル金曜枠                                                                    |                                                                              | |
| まさはる君が行く! ポチたまペットの旅 （2014.12.19 - 2015.1.23） 【BSジャパン・テレビ東京の共同制作】 | 保育探偵25時 〜花咲慎一郎は眠れない!!〜 （再放送） （2015.1.30 - 2015.3.20） | まさはる君が行く! ポチたまペットの旅 （2015.3.27） ↓ CSI:ニューヨーク シーズン9 （月 - 金曜） （2015.4.3 - 2015.4.24） |